# Casque phrygien
 (janvier 2025).
Si vous disposez d'ouvrages ou d'articles de référence ou si vous connaissez des sites web de qualité traitant du thème abordé ici, merci de compléter l'article en donnant les références utiles à sa vérifiabilité et en les liant à la section « Notes et références ».
Le casque phrygien, connu aussi sous le nom de casque thrace, est un casque utilisé dans l'Antiquité notamment en Thrace et en Dacie. Il tire son nom de sa ressemblance avec un bonnet porté par les Phrygiens. 
Il est de forme conique avec une extrémité qui s'arrondit vers l'avant, les protections de joues pouvant être articulées grâce à des charnières. Il est le modèle de casque le plus commun dans la phalange macédonienne depuis les réformes de Philippe II au milieu du IVe siècle av. J.-C.. Il est alors réalisé en fer. 

## Galerie

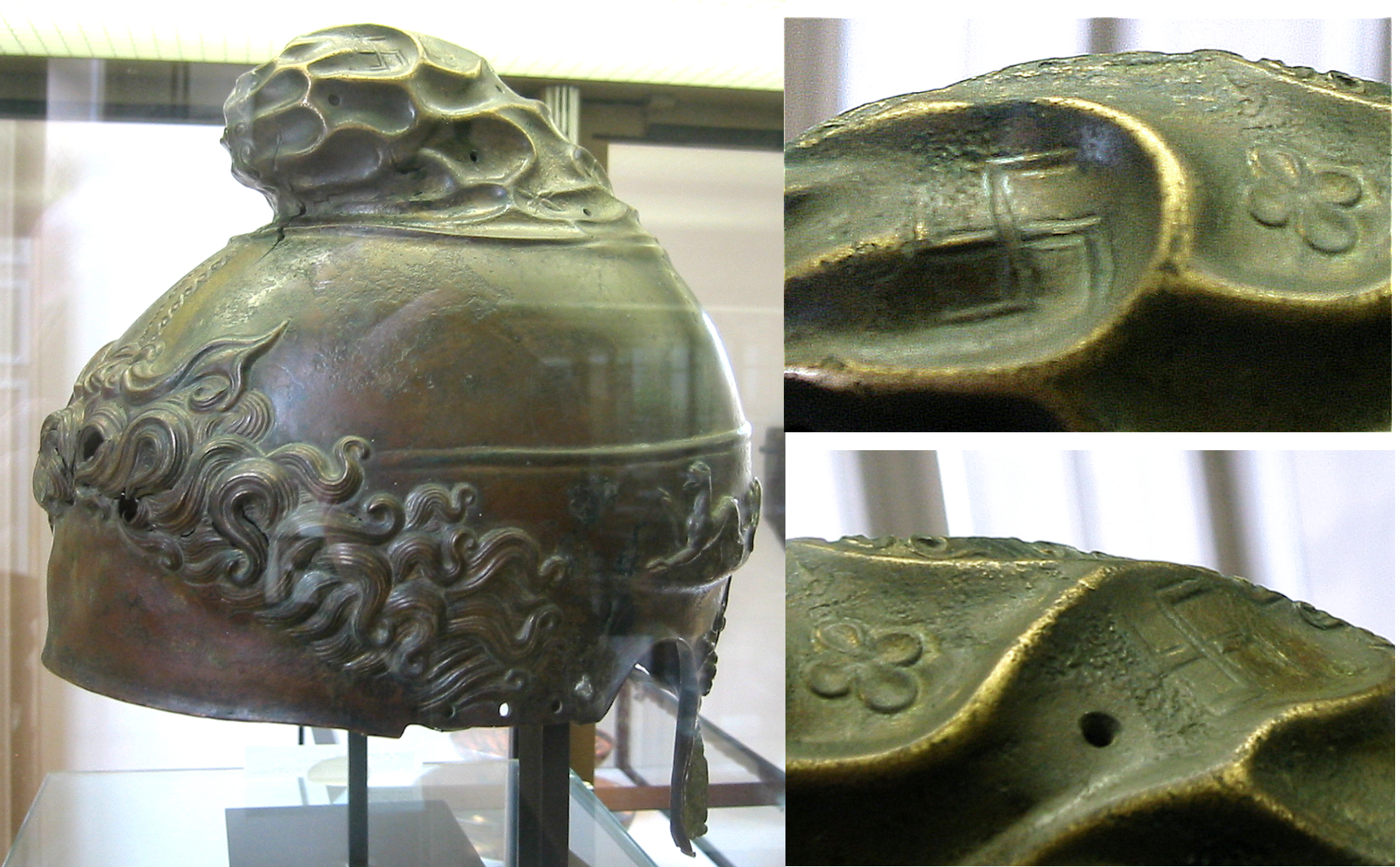
Casque phrygien avec svastika, vers 350-325 av. J.-C.
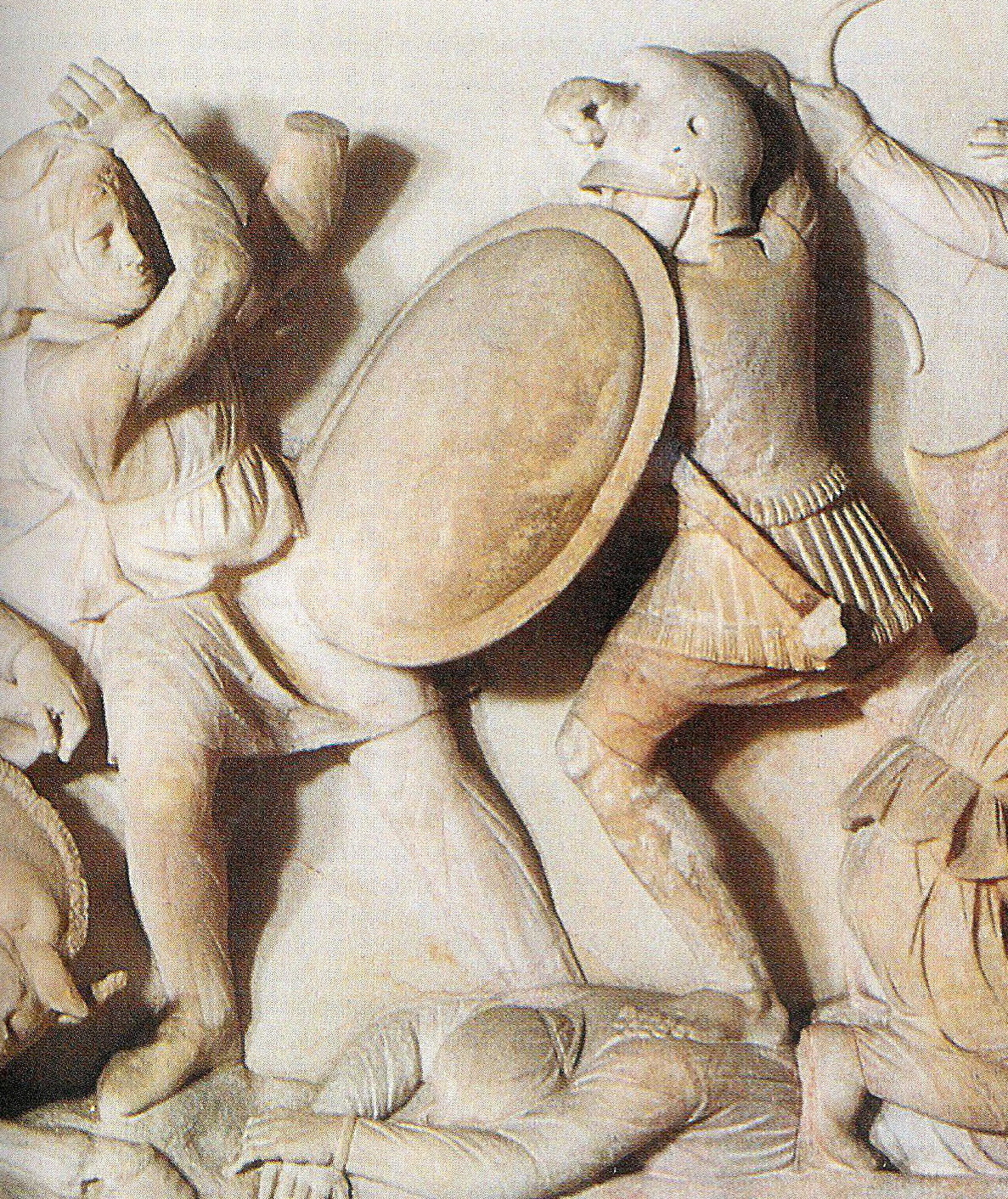
Soldat macédonien postant un casque phrygien sur le sarcophage d'Alexandre le Grand.